# Thomas Lipton
Pour les articles homonymes, voir Lipton (homonymie).
Thomas Johnstone Lipton, né à Glasgow le 10 mai 1848 et mort à Londres le 2 octobre 1931, est un commerçant et navigateur de plaisance écossais, autodidacte et créateur de la célèbre marque de thé « Lipton ». Il fut le challengeur le plus persévérant de la Coupe de l'America.

## Biographie

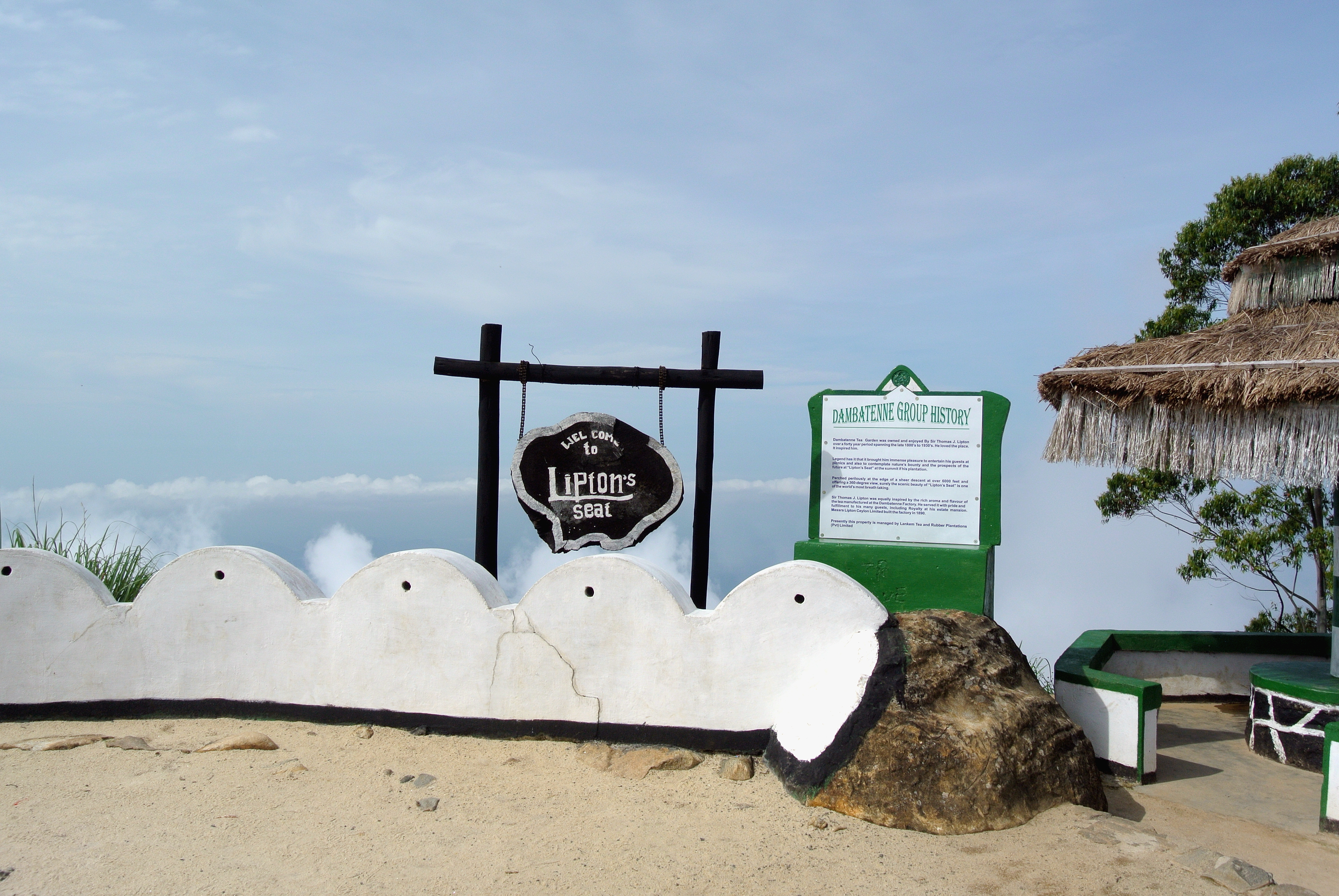
Lieu-dit Lipton's seat (le siège de Lipton), dans une plantation de thé au Sri Lanka

En 1865, Lipton partit aux États-Unis où il occupa divers emplois. Au bout de cinq ans, il rentra en Grande-Bretagne et ouvrit sa première boutique à Glasgow. Son entreprise connut le succès et Lipton établit bientôt une chaîne d'épiceries à travers toute la Grande-Bretagne.
Afin d'approvisionner ses magasins, Lipton acheta des plantations. C'est ainsi qu'il lance la marque de thé Lipton.
Les rois Edouard VII et George V avaient le même intérêt pour la plaisance que Sir Thomas Lipton et appréciaient sa compagnie. Entre 1899 et 1930, il défia cinq fois les défendeurs américains de la Coupe de l'America avec le Royal Ulster Yacht Club (Lipton était d'origine irlandaise), avec ses yachts appelés Shamrock, Shamrock V. Ses efforts largement popularisés pour gagner la Coupe de l'America lui rapportèrent une coupe spéciale créée pour « le meilleur de tous les perdants » et contribuèrent à la célébrité de la marque aux États-Unis. En 1913, le réalisateur américain Lem B. Parker tourne un film, The Lipton Cup: Introducing Sir Thomas Lipton, dans lequel Thomas Lipton interprète son propre rôle, sur cette aventure sportive.
En 1902, il fut fait baronnet, Sir Thomas Lipton d'Osidge, Middlesex, dans la pairie du Royaume-Uni. Autodidacte, Lipton ne fut pas un membre naturel de la classe aristocratique britannique et il ne réussit à faire partie du Royal Yacht Squadron, le yacht club le plus prestigieux du Royaume-Uni, que peu de temps avant sa mort.
Bien avant la première Coupe du monde de football (1930), Sir Thomas Lipton finança le Trophée Sir Thomas Lipton, qui organisa deux tournois internationaux de football à Turin en 1909 et 1911.

## Récompenses et distinctions
- Chevalier (Knight Bachelor - 1898)[2]
- Chevalier commandeur de l'Ordre royal de Victoria (KCVO - 1901)[3]
- Baronnet du Royaume-Uni (1902)[4]

Il fut initié franc-maçon en 1870 par la "Scotia Lodge" à l'Orient de Glasgow en Écosse.

### Filmographie
- 1913 : The Lipton Cup: Introducing Sir Thomas Lipton de Lem B. Parker